# Luis Esteban Hernández
Luis Esteban Hernández (Comandante Nicanor Otamendi, Provincia de Buenos Aires; 21 de enero de 1984), conocido también como Luis Hernández hijo o Luisito Hernández, es un piloto argentino de automovilismo retirado. Desarrolló su carrera deportiva a nivel nacional, compitiendo en Fórmula Renault Argentina, en las divisiones inferiores de la Asociación Corredores de Turismo Carretera y en el Turismo Carretera. Durante su carrera deportiva obtuvo un único campeonato nacional, al consagrarse campeón en el año 2004 de la categoría TC Pista B, luego rebautizada como TC Mouras, por lo que tuvo el honor de ser su primer campeón.
Es hijo del también expiloto de TC Luis Oscar Hernández y sobrino segundo del excampeón de la especialidad Walter Hernández. En su trayectoria, supo defender las marcas Chevrolet y Ford, las cuales fueron representadas por su padre y su tío, respectivamente, durante sus años de competencia.

## Biografía
Descendiente de una familia de competidores, teniendo en cuenta que su padre Luis Oscar fue piloto de Turismo Carretera en los años'80/'90 y que su primo segundo Walter Antonio, primo de Luis Oscar, llegó a consagrarse campeón en 1993, la vida de Luisito iba a estar indefectiblemente ligada a los motores, iniciándose en el mundo del karting. Su debut en la especialidad se daría en el mismo año en que su tío se proclamara campeón de TC, llegando a coronarse en el año 1998 como campeón sudamericano. Luego de ello, su carrera continuaría hasta el año 2000, cuando decidiera dar el salto al automovilismo de velocidad, al debutar en la Fórmula Renault Argentina.
Su paso por la categoría escuela del automovilismo argentino no tendría mayor brillo, debiendo abandonarla en el año 2002 por falta de presupuestos y parando durante todo el año 2003. Sin embargo, este parate no pasaría de allí, ya que en 2004 aceptaría el desafío de inscribirse en el TC Pista, divisional inferior del Turismo Carretera que en ese año y ante la gran cantidad de participantes inscriptos, decidiría desdoblarse en dos categorías, siendo denominadas A y B. Ante este panorama, Hernández competiría en el TC Pista B, divisional formada para pilotos debutantes y que fuera ubicada en el organigrama de ACTC como telonera de la categoría Top Race. Durante su primera incursión en esta categoría, Luisito debutaría al comando de un Ford Falcon preparado por el equipo Mar del Plata Motorsport. Durante su paso por la divisional, disputaría un total de 17 carreras, logrando alzarse con 3 triunfos y 13 podios, regularidad que finalmente le terminaría dando el campeonato de la especialidad.
Tras la obtención de su título en TC Pista B (luego redenominada como TC Mouras), Hernández pasaría sin escalas a competir en el Turismo Carretera, donde estrenaría su título al comando de su misma unidad, actualizada y adaptada al reglamento técnico del TC. Sin embargo, el hecho de competir con esta unidad no le permitiría demostrarse en su totalidad, alcanzando a disputar apenas 3 competencias y sin pasar de la fase de clasificación en las demás. A fin de año, volvería a dejar de competir hasta el año 2007, cuando decidiera encarar de manera personal su propio proyecto en el TC, sin embargo nuevamente los costos harían mella en sus intenciones, alcanzando a disputar apenas una competencia y volviendo a bajar sus persianas hasta el año siguiente. 
En la temporada 2008, volvería a competir pero en esta oportunidad, bajando al TC Pista, donde nuevamente con su propia estructura volvería a competir al comando de un Ford. Tras haber competido durante 12 fechas sin resultados relevantes, en el año 2009 decide cambiar de vereda al pasar a competir con un Chevrolet Chevy, sin embargo nuevamente los resultados escasearían y sólo competiría en 3 ocasiones. Tras este magro 2009, en 2010 vuelve a apostar a competir con su Chevrolet, disputando 10 competencias y retirándose de la actividad al finalizar ese año.

## Trayectoria
| Año       | Categoría                          | Automóvil       |
| --------- | ---------------------------------- | --------------- |
| 1993-1998 | Piloto de Karts                    | Karting         |
| 2000      | Debut en Fórmula Renault Argentina | Crespi-Renault  |
| 2001      | Fórmula Renault Argentina          | Crespi-Renault  |
| 2002      | Fórmula Renault Argentina          | Crespi-Renault  |
| 2004      | TC Pista B. Debut y campeonato     | Ford Falcon     |
| 2005      | Debut en Turismo Carretera         | Ford Falcon     |
| 2007      | Turismo Carretera                  | Ford Falcon     |
| 2008      | Debut en TC Pista                  | Ford Falcon     |
| 2009      | TC Pista                           | Chevrolet Chevy |
| 2010      | TC Pista                           | Chevrolet Chevy |

- [2]

## Palmarés
| Título  | Categoría  | Automóvil   | Año  |
| ------- | ---------- | ----------- | ---- |
| Campeón | TC Pista B | Ford Falcon | 2004 |

- [3]